# Pityrodia axillaris
Pityrodia axillaris là một loài thực vật có hoa trong họ Hoa môi. Loài này được (Endl.) Druce miêu tả khoa học đầu tiên năm 1917.